# Instituto Inhotim
O Instituto Inhotim é a sede de um dos mais importantes acervos de arte contemporânea do Brasil e considerado o maior museu a céu aberto do mundo. Está localizado em Brumadinho (Minas Gerais), uma cidade com 38 mil habitantes, a 60 quilômetros de Belo Horizonte.
O Instituto Inhotim localiza-se dentro do domínio da Mata Atlântica,  com enclaves de cerrado nos topos das serras. Situado a uma altitude que varia  entre 700 metros e 1 300 metros acima do nível do mar, sua área total é de 786,06 hectares, tendo como área de preservação 440,16 hectares, que compreendem os fragmentos de mata e incluem uma Reserva Particular do Patrimônio Natural (RPPN), com 145,37 hectares.
A instituição surgiu em 2004 para abrigar a coleção de Bernardo Paz, empresário da área de mineração e siderurgia, que foi casado com a artista plástica carioca Adriana Varejão, e há 20 anos começou a se desfazer de sua valiosa coleção de arte modernista, que incluía trabalhos de Portinari, Guignard e Di Cavalcanti, para formar o acervo de arte contemporânea que agora está no Inhotim. Em 2014, o museu a céu aberto foi eleito, pelo site TripAdvisor, um dos 25 museus do mundo mais bem avaliados pelos usuários.

## Etimologia
Segundo os moradores de Brumadinho, o local foi uma fazenda pertencente a uma empresa mineradora que, no século XIX, atuava na região e cujo responsável era um inglês, de nome Timothy – o "Senhor Tim", que, na linguagem local, acabou virando "Nhô Tim" ou "Inhô Tim".

## Histórico

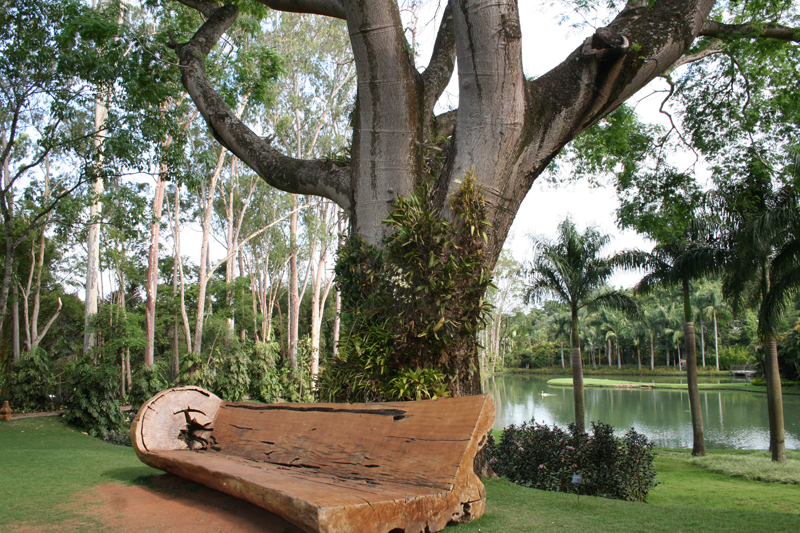
Banco esculpido por Hugo França a partir de árvores caídas, uma das marcas do Inhotim

Na década de 1980, o empresário Bernardo de Mello Paz decidiu transformar sua propriedade de quase mil hectares em um museu a céu aberto. Em 2002, foi fundado o Instituto Inhotim, instituição sem fins lucrativos.
Em 2006, o local foi aberto ao público em dias regulares sem necessidade de agendamento prévio. O acervo abrigava obras da década de 1970 até a atualidade, em dezoito galerias (em 2011). São 450 obras de artistas brasileiros e estrangeiros, com destaque para trabalhos de Cildo Meireles, Tunga, Vik Muniz, Hélio Oiticica, Ernesto Neto, Matthew Barney, Doug Aitken, Chris Burden, Yayoi Kusama, Paul McCarthy, Zhang Huan,Valeska Soares, Marcellvs e Rivane Neuenschwander.
As exposições são sempre renovadas e galerias são anualmente inauguradas. Em 2010, o Instituto recebeu 42 000 alunos e 3 500 professores. No mesmo ano, o número de visitações atingiu a marca de 169 289.

## Características
O Instituto Inhotim localiza-se dentro do domínio da Mata Atlântica,  com enclaves de cerrado nos topos das serras. Situado a uma altitude que varia  entre 700 metros e 1 300 metros acima do nível do mar, sua área total é de 786,06 hectares, tendo como área de preservação 440,16 hectares, que compreendem os fragmentos de mata e incluem uma Reserva Particular do Patrimônio Natural (RPPN), com 145,37 hectares.
A área de visitação do Inhotim tem 96,87 hectares e compreende jardins, galerias, edificações e fragmentos de mata, além de cinco lagos ornamentais, com aproximadamente 3,5 hectares de espelho d'água.
Em fevereiro de 2010, os pavilhões em cubo branco foram substituídas por instalações transparentes. A intenção é promover o diálogo com o entorno de montanhas e mata. Em artigo de Fabiano Cypriano para o jornal Folha de S. Paulo, cita-se que as mudanças criam mais raízes locais e o Inhotim "se torna um novo paradigma para a exibição da produção contemporânea". 

### Jardim botânico
O jardim botânico tem 4 300 espécies em cultivo - marca atingida em 2011 - e está cercado por mata nativa, com trinta por cento de todo o acervo em exposição para o público (cerca de 102 hectares em 2011).
Em reconhecimento à necessidade de preservar os 145 hectares de reserva, o instituto recebeu, do Ministério do Meio Ambiente, em fevereiro de 2011, a classificação oficial de jardim botânico, na categoria C. 
Nesse jardim, estão cerca de 1 500 espécies catalogadas de palmeira, a maior coleção do tipo do mundo. O parque abriga diversas plantas raras, tanto nativas quanto exóticas.
O Instituto é o único lugar da América Latina que possui um exemplar da flor-cadáver, uma espécie nativa da Ásia conhecida como sendo a maior flor do mundo. O espécime floresceu pela primeira vez em 15 de dezembro de 2010, e novamente em 27 de dezembro de 2012. A flor fica no Viveiro Educador, na Estufa Equatorial, ficou exposta ao público, e pôde ser visitada por interessados e curiosos.
Os jardins, que começaram a ser construídos já na década de 1980, contam com o projeto de Pedro Nehring, que ainda hoje responde pelo paisagismo do Inhotim. Entre os anos 2000 e 2004, Luiz Carlos Orsini assinou o projeto paisagístico de 25 hectares.
O crédito dos projetos paisagísticos foi objeto de ação judicial: o Instituto, até meados da década de 2010, utilizava visitas e sugestões de Roberto Burle Marx na década de 1980 para atribuir a ele, em seu site institucional, a autoria do paisagismo de todo o conjunto. Luiz Carlos Orsini obteve judicialmente o direito de receber o crédito pela parte que lhe cabe.

### Bancos
Além das 170 obras de arte em exposição, o museu conta com 98 bancos do designer Hugo França. O primeiro banco foi colocado no jardim em 1990, sob a sombra da árvore tamboril, um dos símbolos do parque. Os bancos são feitos de troncos e raízes de pequi-vinagreiro, árvore comum na mata atlântica, que são encontrados caídos ou mortos na floresta.

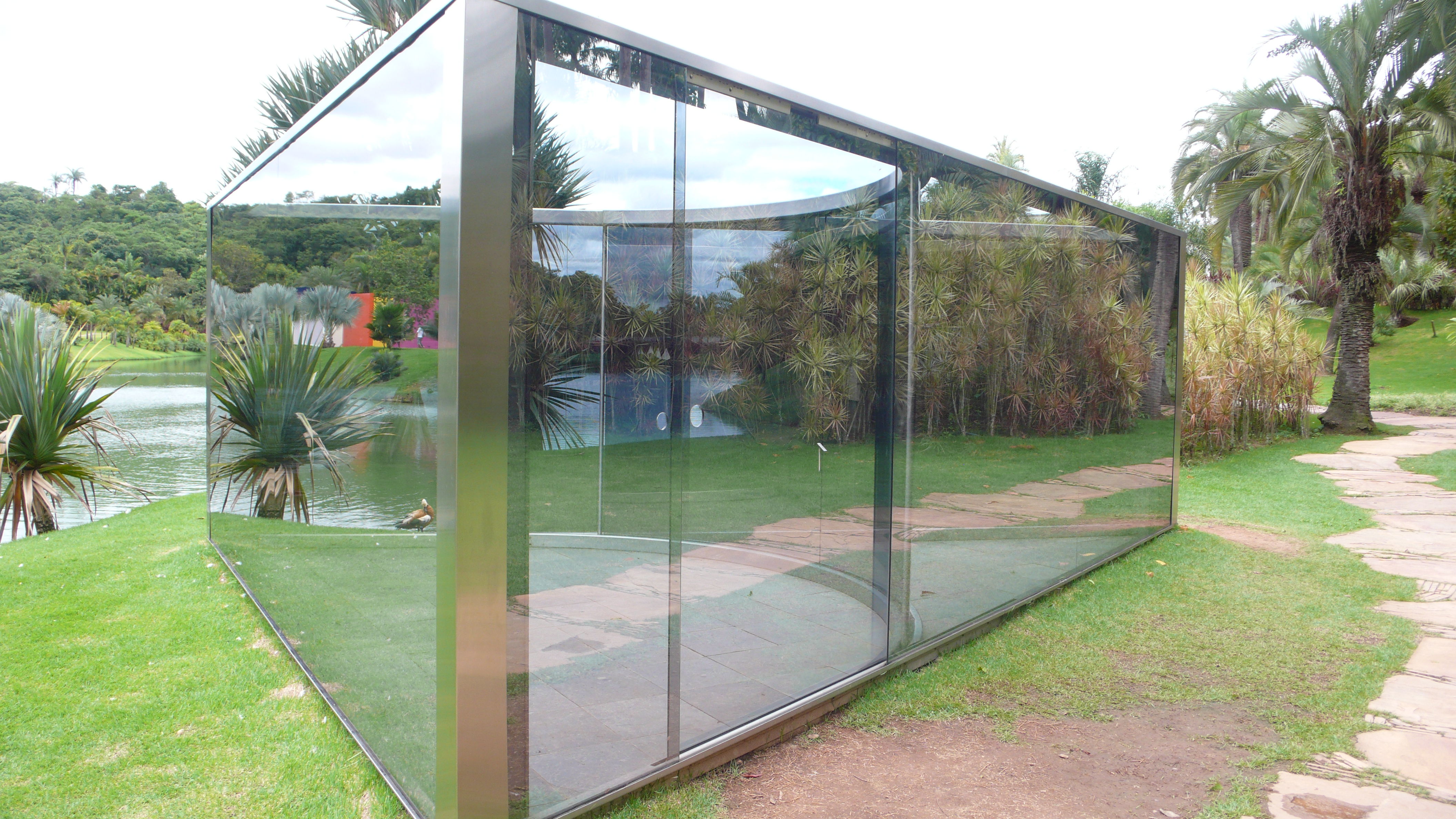
Dan Graham
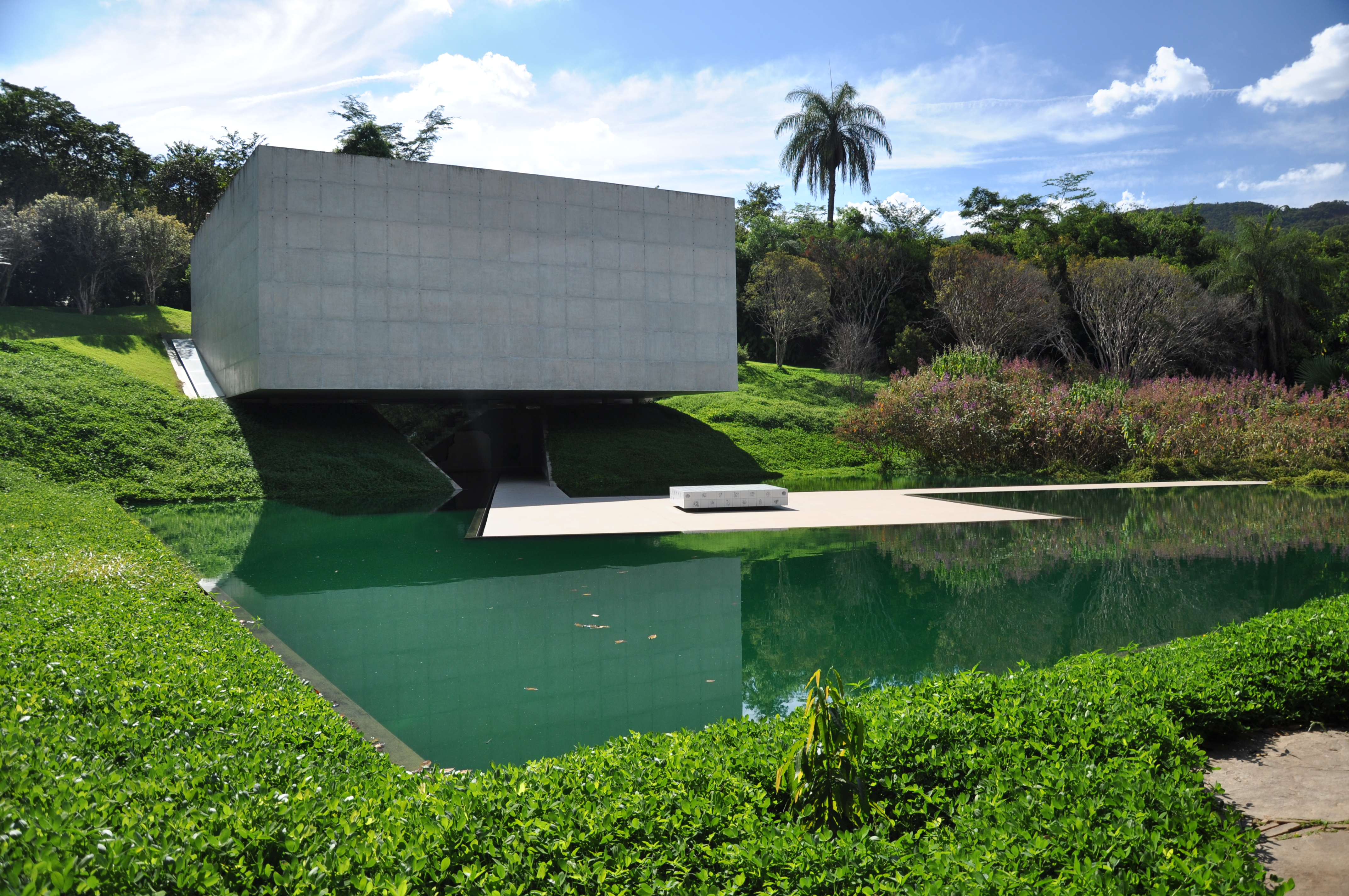
Adriana Varejão
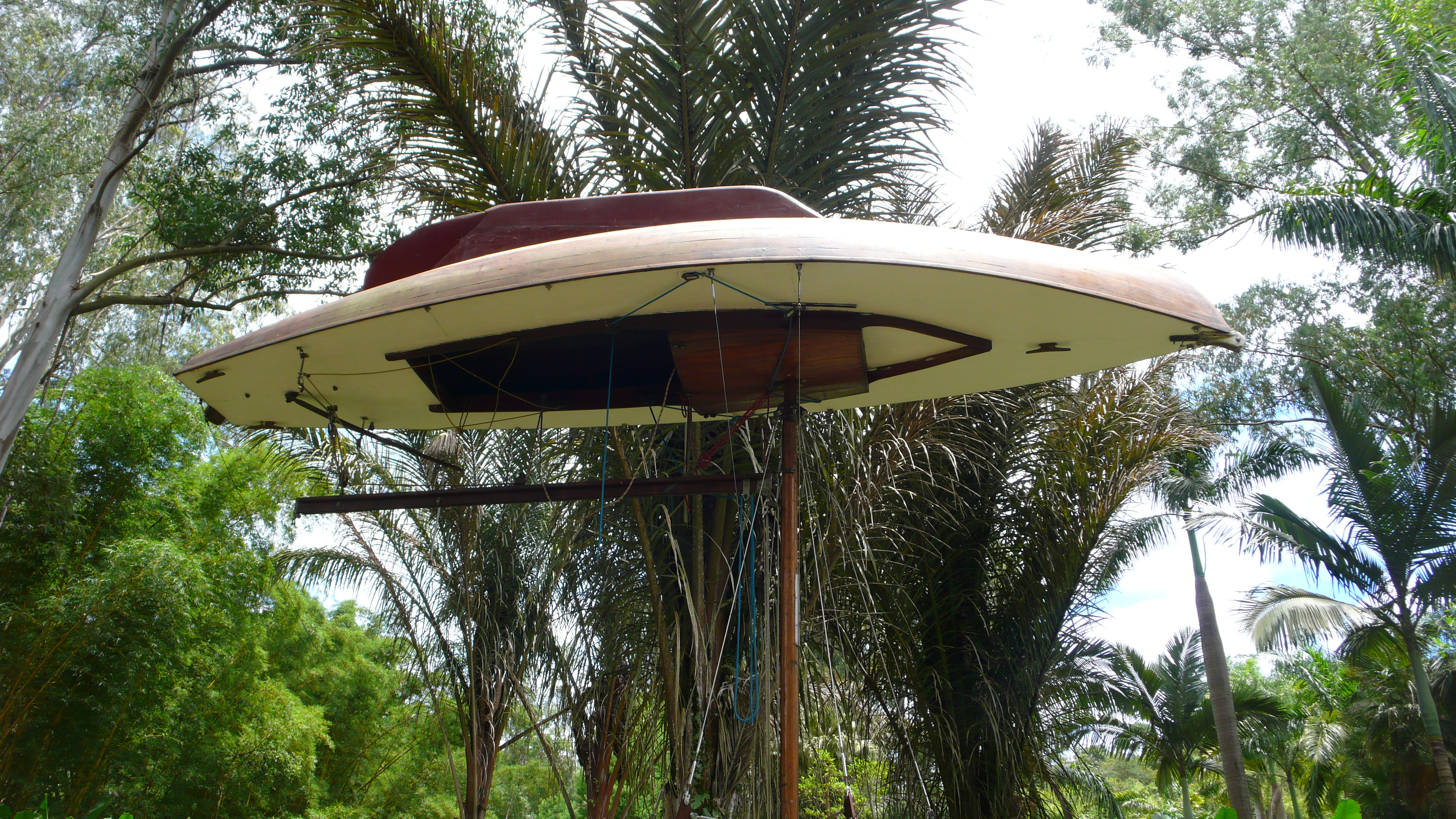
Simon Starling
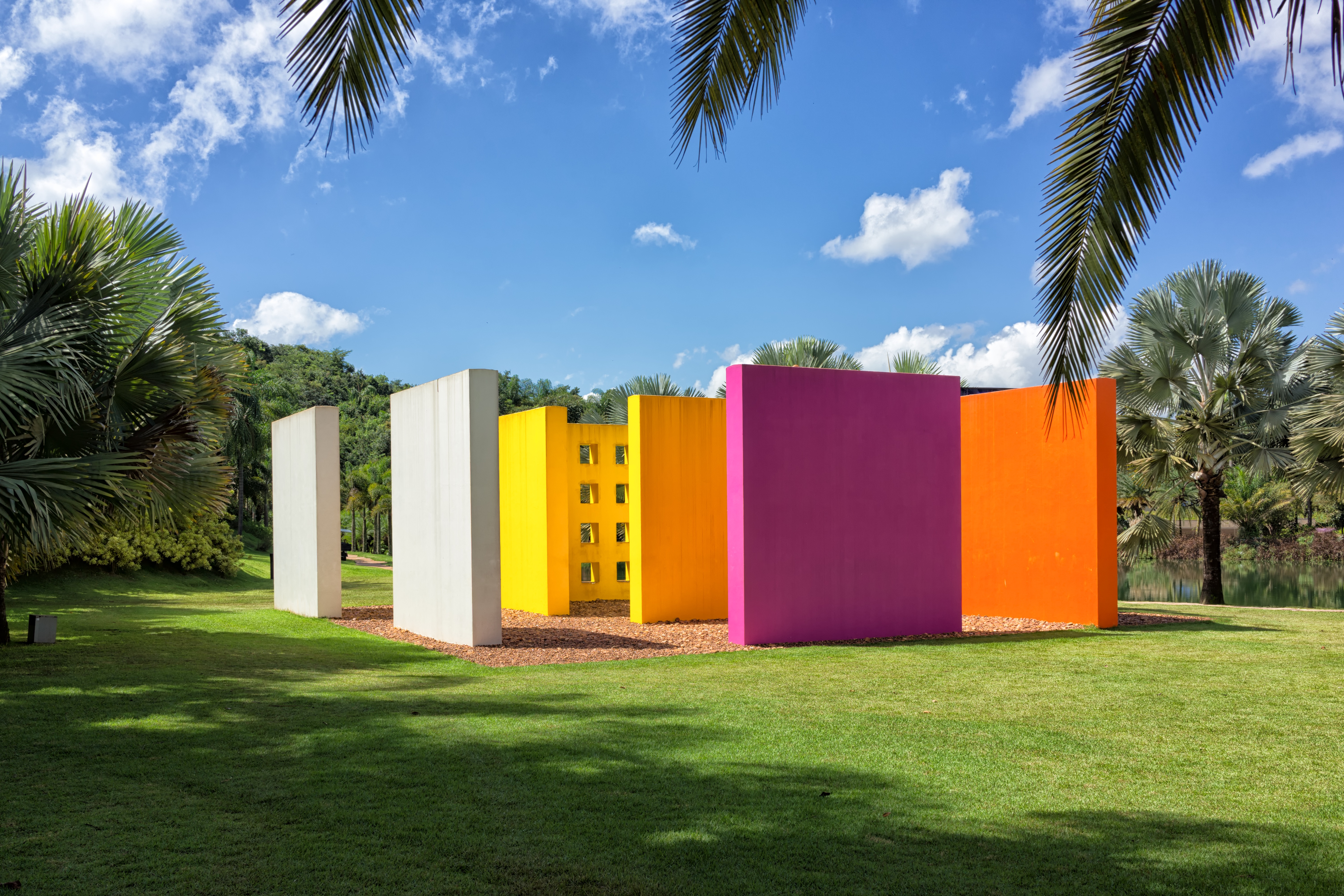
Hélio Oiticica
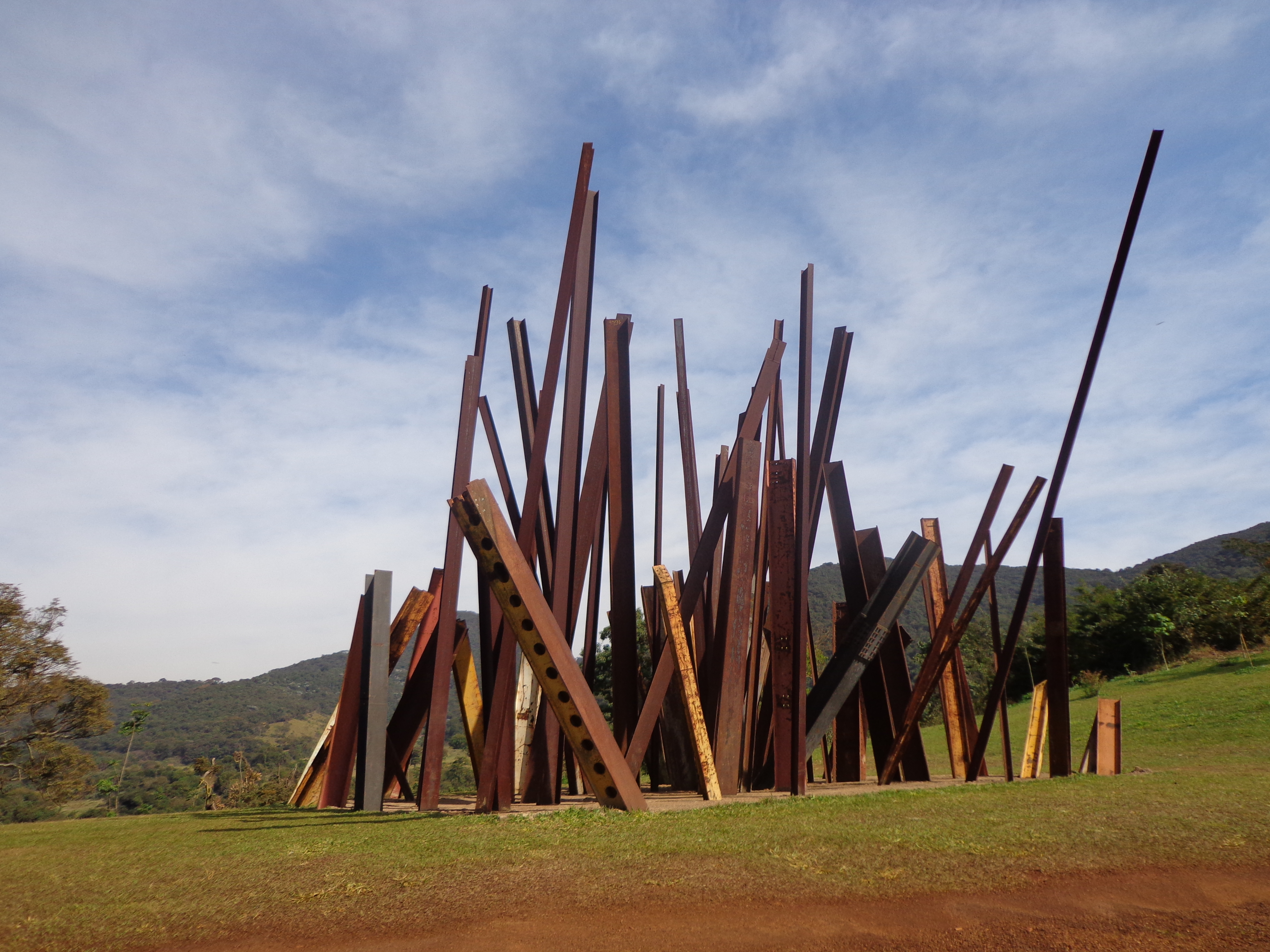
Chris Burden
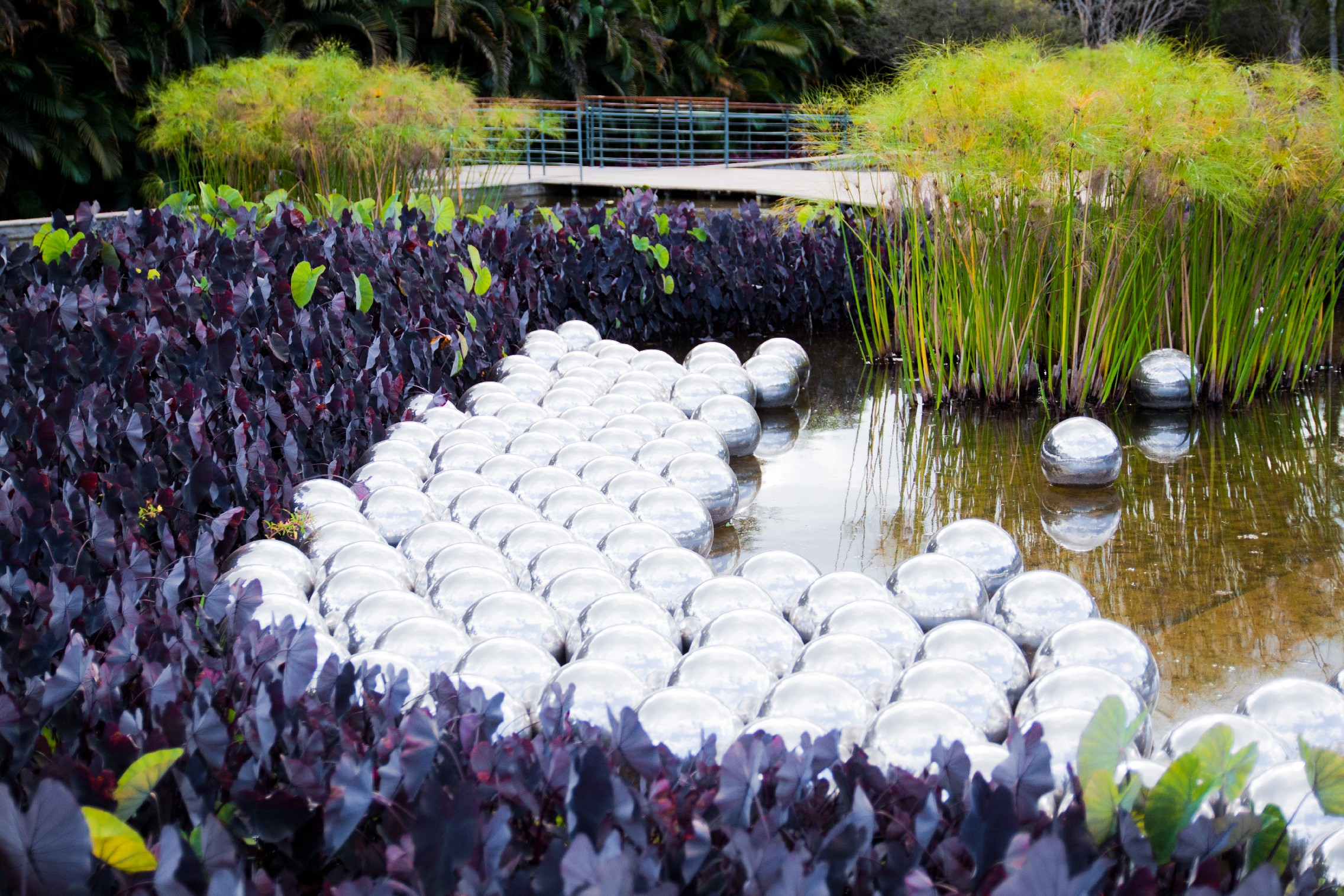
Yayoi Kusama
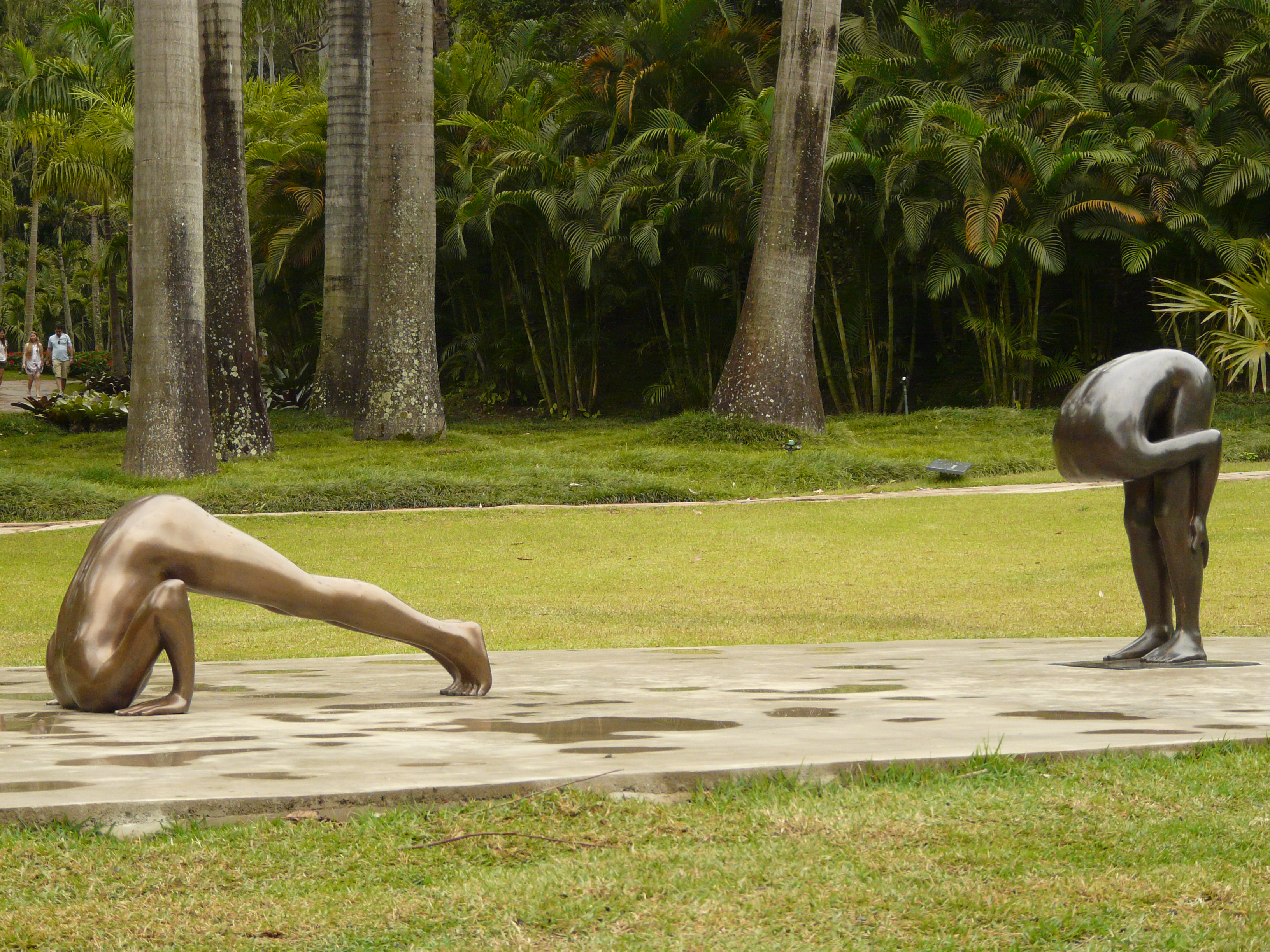
Edgard de Souza
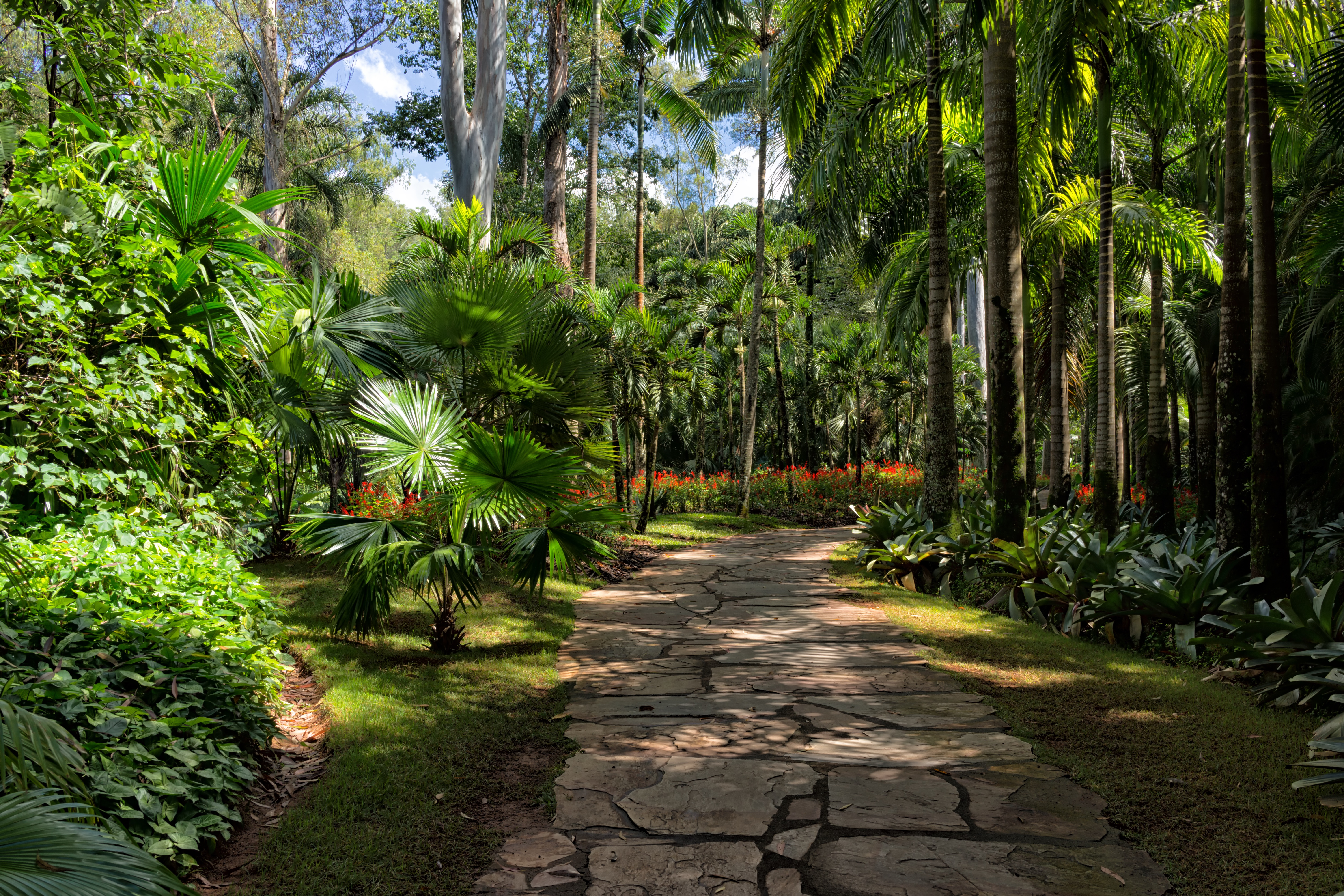
Jardim Botânico
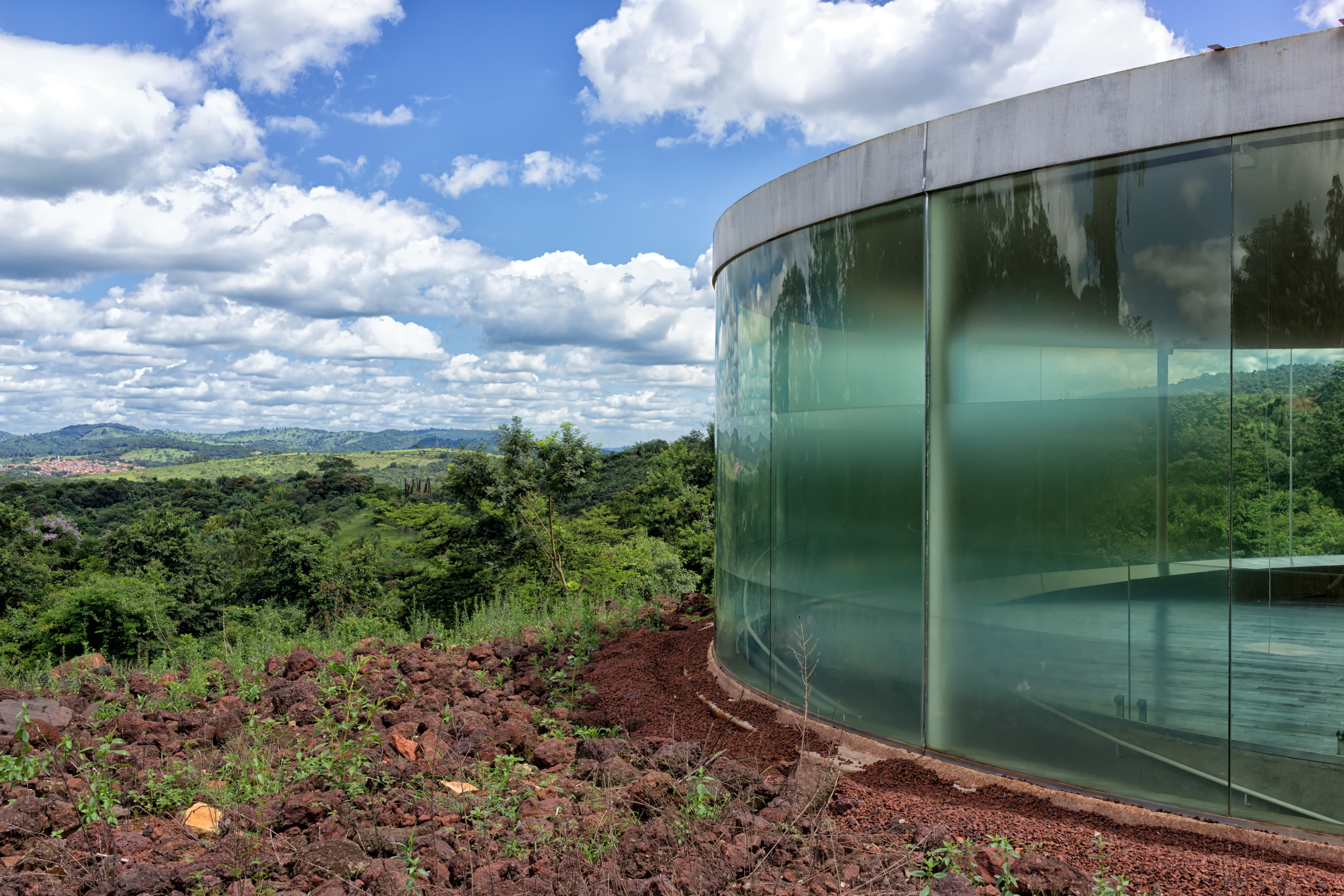
Pavilhão Sonic
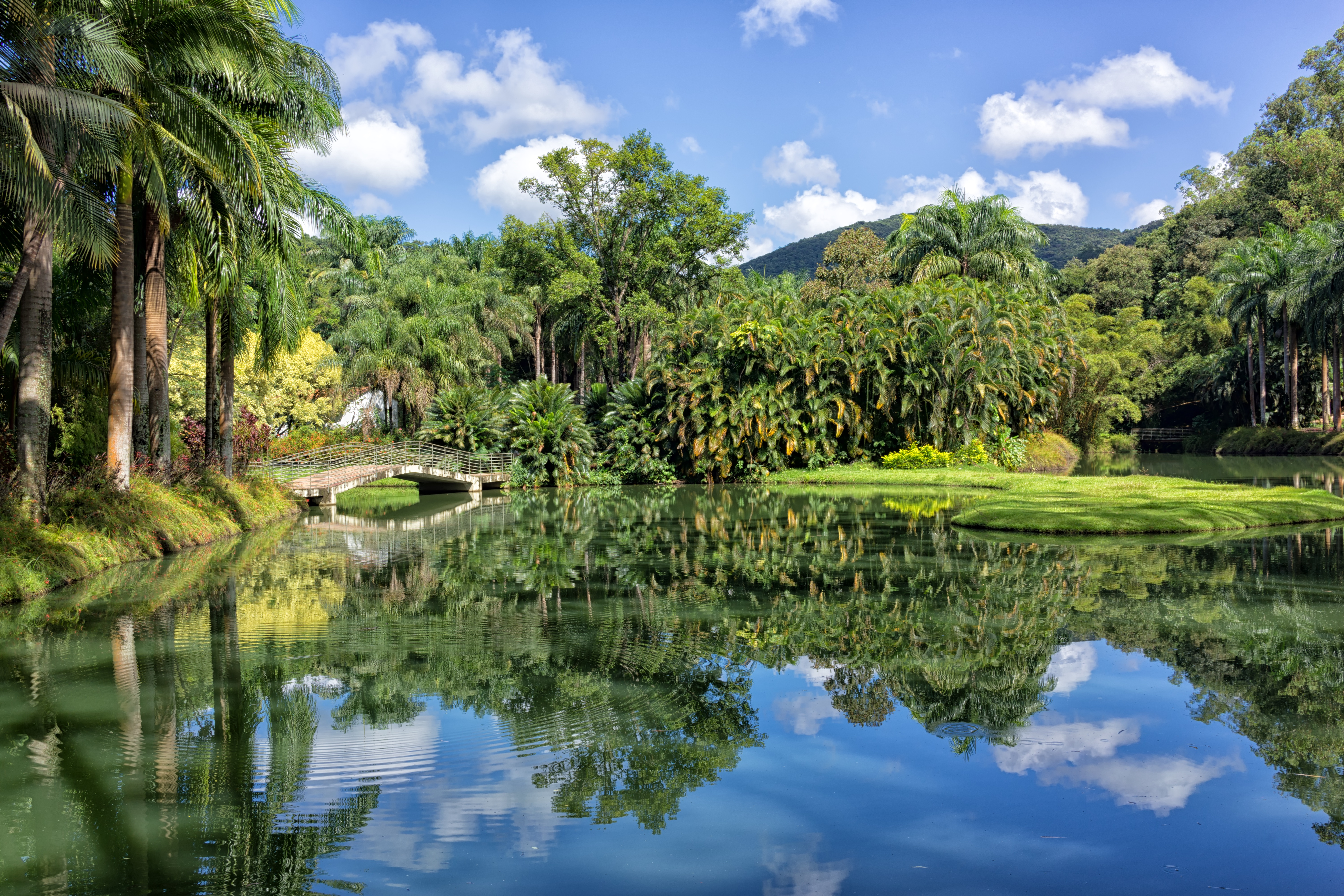
Panorama do instituto
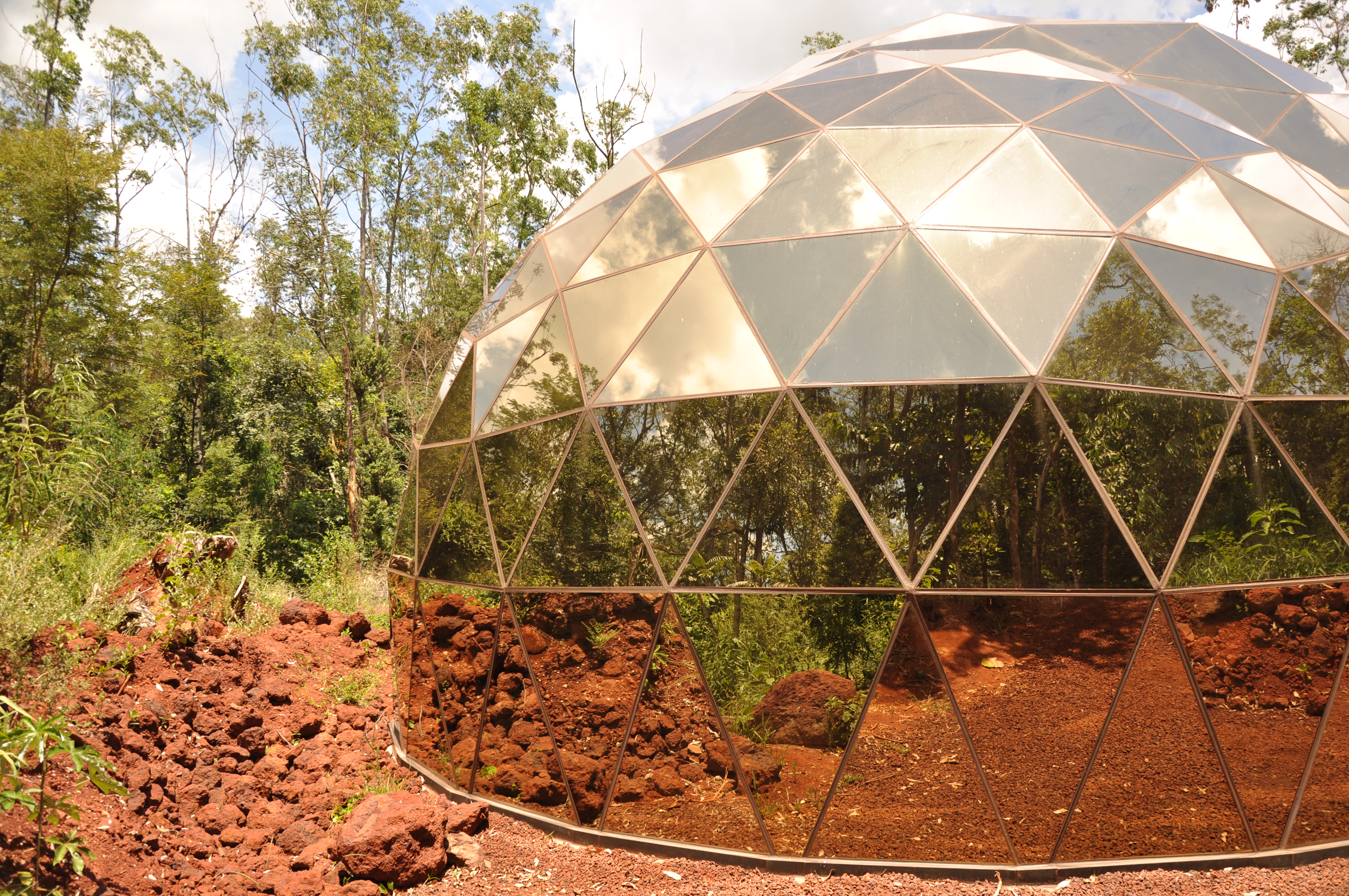
Matthew Barney
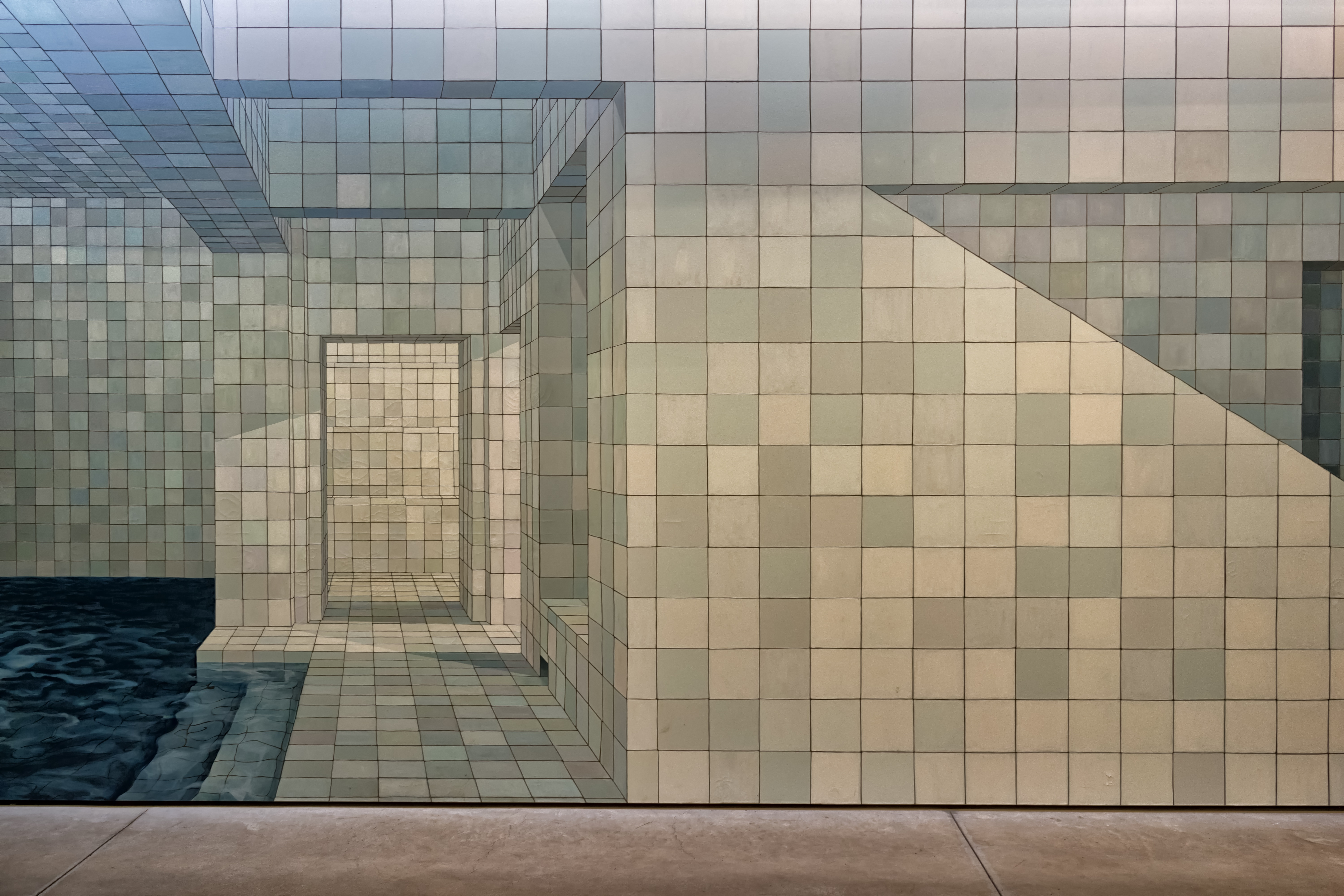
Hélio Oiticica e Neville D’Almeida